# میراندا ریسون
 میراندا ریسون (به انگلیسی: Miranda Raison) (زاده ۱۸ نوامبر ۱۹۷۷) بازیگر انگلیسی است.
از کارهای معروف او می‌توان به بازی در سریال‌های مرلین، شوکرتاون و دکتر هو اشاره کرد.